# Amphiprion omanensis
 Amphiprion omanensis és una espècie de peix de la família dels pomacèntrids i de l'ordre dels perciformes.

## Morfologia
- Els mascles poden assolir 14 cm de llargària total.[2][3]

## Hàbitat
Viu en zones de clima tropical (25°N-16°N, 53°E-60°E), associat als esculls de corall i a 2-10 m de fondària.

## Distribució geogràfica
Es troba a Oman.